# Farra-d’Isonzo-Observatorium
Das Farra-d’Isonzo-Observatorium (Osservatorio Astronomico di Farra d’Isonzo) ist eine italienische Sternwarte in der Region Friaul-Julisch Venetien. Es liegt in der Gemeinde Farra d’Isonzo in einer Höhe von 56 m ü. NN und wird vom Circolo Culturale Astronomico di Farra d’Isonzo, einer Vereinigung von Amateurastronomen, betrieben.
Das Observatorium wurde im Jahre 1969 mit der Konstruktion der ersten Beobachtungsstelle gegründet und 1975 formell eröffnet. An der Sternwarte wurden zwischen 1993 und 2010 insgesamt 223 Asteroiden entdeckt. Es trägt die IAU-Nummer 595.

## Verwendete Instrumente
Das Observatorium setzt folgende Instrumente ein:
- Spiegelteleskop mit einem Durchmesser von 400 mm, das als Newton- oder Cassegrain-Teleskop konfiguriert werden kann. Die Brennweite bei der Newton-Konfiguration beträgt 1,8 m, bei der Verwendung im Cassegrainmodus 7 m
- Spiegelteleskop mit einem Durchmesser von 150 mm und einer Brennweite von 2,25 m
- Newton-Teleskop mit einem Durchmesser von 300 mm und einer Brennweite von 1,2 m
- Dobson-Teleskop mit einem Durchmesser von 250 mm und einer Brennweite von 1,25 m